# Iareonycha albisterna
Iareonycha albisterna là một loài bọ cánh cứng trong họ Cerambycidae.